# El Espinillo (Chaco)
El Espinillo es una localidad argentina situada en el departamento General Güemes de la provincia del Chaco, en el interfluvio de los ríos Teuco y Bermejito. El 11 de agosto de 2010 fue declarada municipio, escindiéndose del municipio de Villa Río Bermejito, de la cual dependía. El 18 de septiembre eligió su primer intendente, Ricardo Sandoval, quien es el primer intendente aborigen electo en la provincia y el primero del país perteneciente a la etnia toba.

## Historia
Se conmemora como fecha de fundación el 8 de julio de 1983. No obstante, la delegación municipal fue creada unos meses antes, el 6 de marzo de 1983, dependiendo de la municipalidad de Juan José Castelli. El decreto provincial N.º 1390/93 trasnfirió la delegación a Villa Río Bermejito.

### Primer intendente
Ricardo Sandoval, es el primer intendente de la localidad fue, elegido el 18 de septiembre de 2011, en las elecciones realizadas a nivel provincial, asimismo lo convirtió en es el primer intendente aborigen electo en la provincia y el primero del país perteneciente a la etnia toba.

## Vías de comunicación
Dos rutas de tierra conectan a El Espinillo con el resto de la provincia. La ruta provincial 68 la enlaza al sudoeste con Juan José Castelli, la ciudad más importante de la zona. La ruta provincial 3 la enlaza al sudeste con su antigua cabecera municipal Villa Río Bermejito y con General José de San Martín, mientras que se prevé su ampliación al noroeste para comunicarla con las demás localidades ubicadas en las cercanías del río Teuco.

## Población
Cuenta con 1261 habitantes (Indec, 2010), lo que representa un incremento del 74 % frente a los 726 habitantes (Indec, 2001) del censo anterior.
| Gráfica de evolución demográfica de El Espinillo entre 1991 y 2010 |
|                                                                    |
| Fuente: Censos nacionales del INDEC                                |